# Mesembrius simplicipes
Mesembrius simplicipes är en tvåvingeart som beskrevs av Charles Howard Curran 1929. Mesembrius simplicipes ingår i släktet Mesembrius och familjen blomflugor.
Artens utbredningsområde är Madagaskar. Inga underarter finns listade i Catalogue of Life.